# Сосенка (приток Хапиловки)
Со́сенка — река в Москве, правый и основной исток (приток) Хапиловки. Длина — 8,8 километра (по другим данным — 11,5 километра). Сейчас основная часть русла Сосенки заключена в коллектор. Площадь бассейна около 30 км².

## История
Название «Сосенка» происходит от характера прибрежной растительности (лексическая основа — сосна).
На берегах Сосенки располагались населённые пункты: село Гольяново, деревня Черницыно, деревня Калошино, село Черкизово.
До появления наименования «Хапиловка» река считалась притоком Яузы, а Серебрянка — её притоком.

## Описание
Исток Сосенки находится за пределами МКАД, на южной окраине посёлка Восточный. Почти от самого начала река подпитывается и загрязняется стоками с посёлка. Течёт на северо-запад, потом на запад, пересекает МКАД южнее Щёлковского шоссе. Далее, кроме двух прудов, течёт только в коллекторах. Протекает вдоль Новосибирской улицы, между Уссурийской и Алтайской улицами, где на реке находится Гольяновский пруд длиной 550 метров, шириной от 130 до 170 метров. В пруду Сосенка принимала левый и правый притоки (вероятно, без постоянного течения) длиной до 1,5 км. Далее течёт вдоль 2-го и 1-го Иртышских проездов, Тюменской улицы, набережной Шитова, вдоль которой на реке Черкизовский пруд длиной 900 метров, шириной 50-70 метров (ныне коллектор реки огибает пруд). Пересекает Большую Черкизовскую улицу в коллекторе, проходящем также под Сокольнической линией метрополитена (иногда считается крытым метромостом, хотя водная поверхность видна лишь с одной стороны от путей метро). Ниже протекает вдоль 1-й и далее 2-й Пугачёвских улиц. Сливается с рекой Серебрянкой к югу от Пугачёвских улиц, образуя реку Хапиловку.
У Сосенки имеется 6 притоков с сохранившимися верховьями с правой стороны, от Лосиного острова, в том числе Абрамцевский и Ельницкий ручьи. Крупных левых притоков практически не было.